# Conops olivaceus
Conops olivaceus är en tvåvingeart som beskrevs av Krober 1927. Conops olivaceus ingår i släktet Conops och familjen stekelflugor. Inga underarter finns listade i Catalogue of Life.